# ولي أباد (جلغة)
ولي أباد (بالفارسية: ولی‌آباد) هي قرية تقع في إيران في قسم جلغة الريفي. يقدر عدد سكانها بـ 152 نسمة .